# Moiron
Moiron é uma comuna francesa na região administrativa de Borgonha-Franco-Condado, no departamento de Jura. Estende-se por uma área de 1,85 km². Em 2010 a comuna tinha 134 habitantes (densidade: 72,4 hab./km²).